# Saint-Denis-de-Gastines
Pour les articles homonymes, voir Gastines (homonymie).
Saint-Denis-de-Gastines est une commune française, située dans le département de la Mayenne en région Pays de la Loire, peuplée de 1 440 habitants.
La commune fait partie de la province historique du Maine, et se situe dans le Bas-Maine.

## Géographie

### Climat
Pour des articles plus généraux, voir Climat des Pays de la Loire et Climat de la Mayenne.
En 2010, le climat de la commune est de type climat océanique altéré, selon une étude du CNRS s'appuyant sur une série de données couvrant la période 1971-2000. En 2020, Météo-France publie une typologie des climats de la France métropolitaine dans laquelle la commune est exposée à un climat océanique et est dans une zone de transition entre les régions climatiques « Bretagne orientale et méridionale, Pays nantais, Vendée » et « Moyenne vallée de la Loire ». 
Pour la période 1971-2000, la température annuelle moyenne est de 10,5 °C, avec une amplitude thermique annuelle de 13,6 °C. Le cumul annuel moyen de précipitations est de 920 mm, avec 13,7 jours de précipitations en janvier et 7,9 jours en juillet. Pour la période 1991-2020, la température moyenne annuelle observée sur la station météorologique de Météo-France la plus proche, sur la commune de Chailland à 13 km à vol d'oiseau, est de 11,5 °C et le cumul annuel moyen de précipitations est de 859,5 mm,. Pour l'avenir, les paramètres climatiques de la commune estimés pour 2050 selon différents scénarios d'émission de gaz à effet de serre sont consultables sur un site dédié publié par Météo-France en novembre 2022.

## Urbanisme

### Typologie
Au 1er janvier 2024, Saint-Denis-de-Gastines est catégorisée commune rurale à habitat dispersé, selon la nouvelle grille communale de densité à sept niveaux définie par l'Insee en 2022.
Elle est située hors unité urbaine. Par ailleurs la commune fait partie de l'aire d'attraction d'Ernée, dont elle est une commune de la couronne,. Cette aire, qui regroupe 5 communes, est catégorisée dans les aires de moins de 50 000 habitants,.

### Occupation des sols
L'occupation des sols de la commune, telle qu'elle ressort de la base de données européenne d’occupation biophysique des sols Corine Land Cover (CLC), est marquée par l'importance des territoires agricoles (97,1 % en 2018), en diminution par rapport à 1990 (97,9 %). La répartition détaillée en 2018 est la suivante :
prairies (42,5 %), terres arables (41,7 %), zones agricoles hétérogènes (12,9 %), zones urbanisées (2,1 %), espaces verts artificialisés, non agricoles (0,6 %), forêts (0,2 %). L'évolution de l’occupation des sols de la commune et de ses infrastructures peut être observée sur les différentes représentations cartographiques du territoire : la carte de Cassini (XVIIIe siècle), la carte d'état-major (1820-1866) et les cartes ou photos aériennes de l'IGN pour la période actuelle (1950 à aujourd'hui).

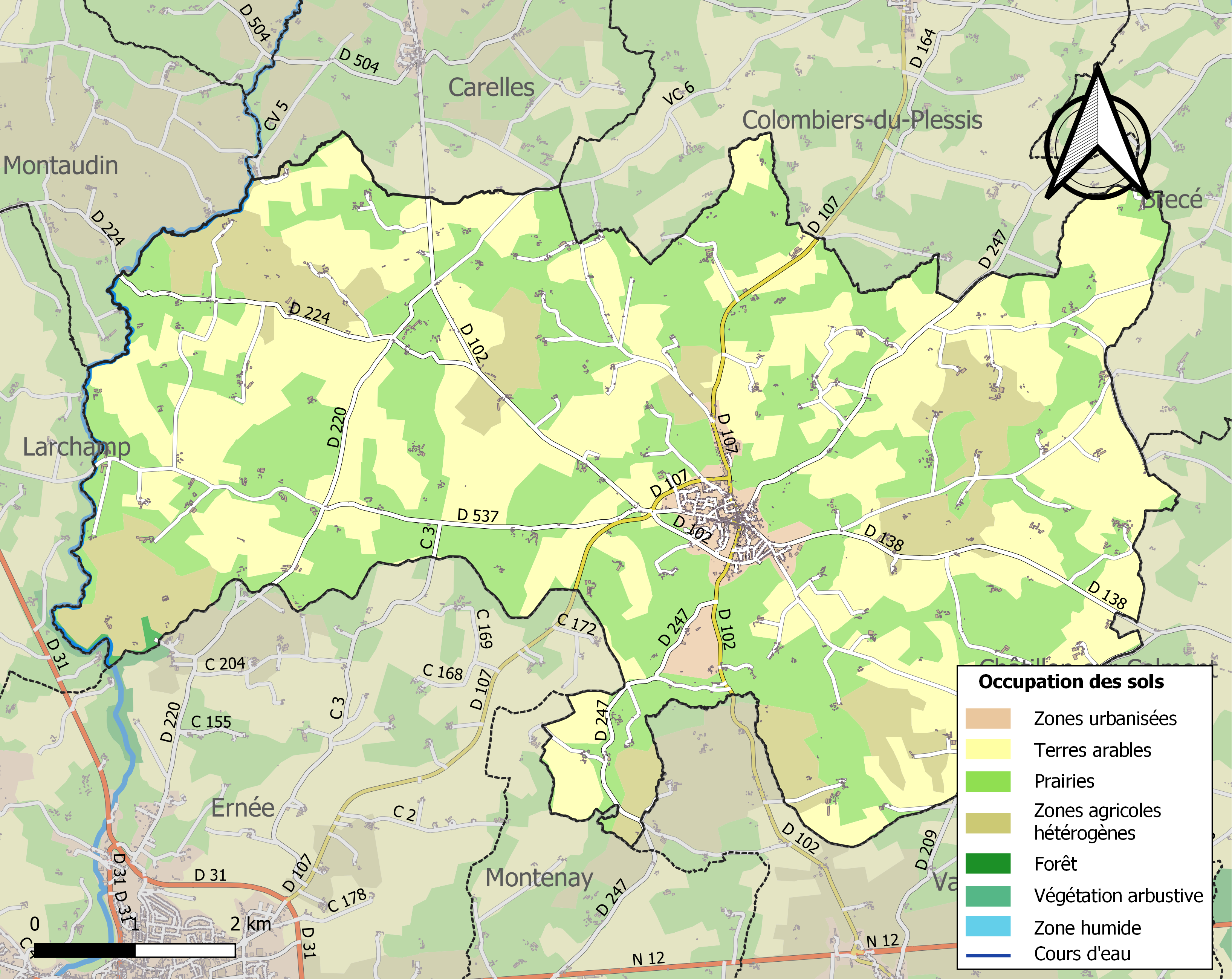
Carte des infrastructures et de l'occupation des sols de la commune en 2018 (CLC).

## Population et société

### Démographie
L'évolution du nombre d'habitants est connue à travers les recensements de la population effectués dans la commune depuis 1793. Pour les communes de moins de 10 000 habitants, une enquête de recensement portant sur toute la population est réalisée tous les cinq ans, les populations de référence des années intermédiaires étant quant à elles estimées par interpolation ou extrapolation. Pour la commune, le premier recensement exhaustif entrant dans le cadre du nouveau dispositif a été réalisé en 2008.

En 2022, la commune comptait 1 440 habitants, en évolution de −6,98 % par rapport à 2016 (Mayenne : −0,73 %, France hors Mayotte : +2,11 %).
| 1793  | 1800  | 1806  | 1821  | 1831  | 1836  | 1841  | 1846  | 1851  |
| ----- | ----- | ----- | ----- | ----- | ----- | ----- | ----- | ----- |
| 3 170 | 2 879 | 3 411 | 3 745 | 3 516 | 3 391 | 3 448 | 3 434 | 3 458 |

| 1856  | 1861  | 1866  | 1872  | 1876  | 1881  | 1886  | 1891  | 1896  |
| ----- | ----- | ----- | ----- | ----- | ----- | ----- | ----- | ----- |
| 3 404 | 3 434 | 3 427 | 3 257 | 3 257 | 3 171 | 3 064 | 3 043 | 2 883 |

| 1901  | 1906  | 1911  | 1921  | 1926  | 1931  | 1936  | 1946  | 1954  |
| ----- | ----- | ----- | ----- | ----- | ----- | ----- | ----- | ----- |
| 2 783 | 2 774 | 2 677 | 2 408 | 2 331 | 2 302 | 2 283 | 2 354 | 2 053 |

| 1962  | 1968  | 1975  | 1982  | 1990  | 1999  | 2006  | 2008  | 2013  |
| ----- | ----- | ----- | ----- | ----- | ----- | ----- | ----- | ----- |
| 1 951 | 2 048 | 1 884 | 1 789 | 1 721 | 1 683 | 1 685 | 1 686 | 1 607 |

| 2018  | 2022  | - | - | - | - | - | - | - |
| ----- | ----- | - | - | - | - | - | - | - |
| 1 469 | 1 440 | - | - | - | - | - | - | - |

### Manifestations culturelles et événements
- Le festival de musique Au Foin de la Rue a lieu chaque été, depuis 2000.
- La Grande fête de la moisson est organisée tous les deux ans par l'Orchestre d'harmonie.
- Endurathlon, une épreuve sportive sur 24h, compétition en relais entre course à pied et VTT, sur deux circuits ditincts, 1re édition le 22 et 23 juillet 2017

### Sports
Le terrain de sport situé route d'Ernée a été entièrement édifié et installé par une main-d'œuvre gratuite que constituait les soldats Allemands restés prisonniers après la fin de la seconde mondiale.

## Culture locale et patrimoine

### Lieux et monuments
- Église Saint-Denis.
- Château de Montflaux (XVIIe siècle, construit par la famille de Froulay).
- Château de Rigardon (XVIIIe siècle, construit par la famille de Hercé).
- Château de Bellevue (XIXe siècle, construit par la famille Faucon).
- Château de la Ferté (XIXe siècle, construit par la famille du Boislouveau).
- Château du Bourg (XVIIIe et XIXe siècles).
- Le moulin de Fumeçon sur la route de Saint-Denis-de-Gastines à Vautorte fait partie du patrimoine industriel de la commune. Il fabriquait de la farine ; Germaine Justin-Bernard y venait pour assurer le ravitaillement du groupe de Résistance locale à la fin de la Seconde Guerre mondiale.

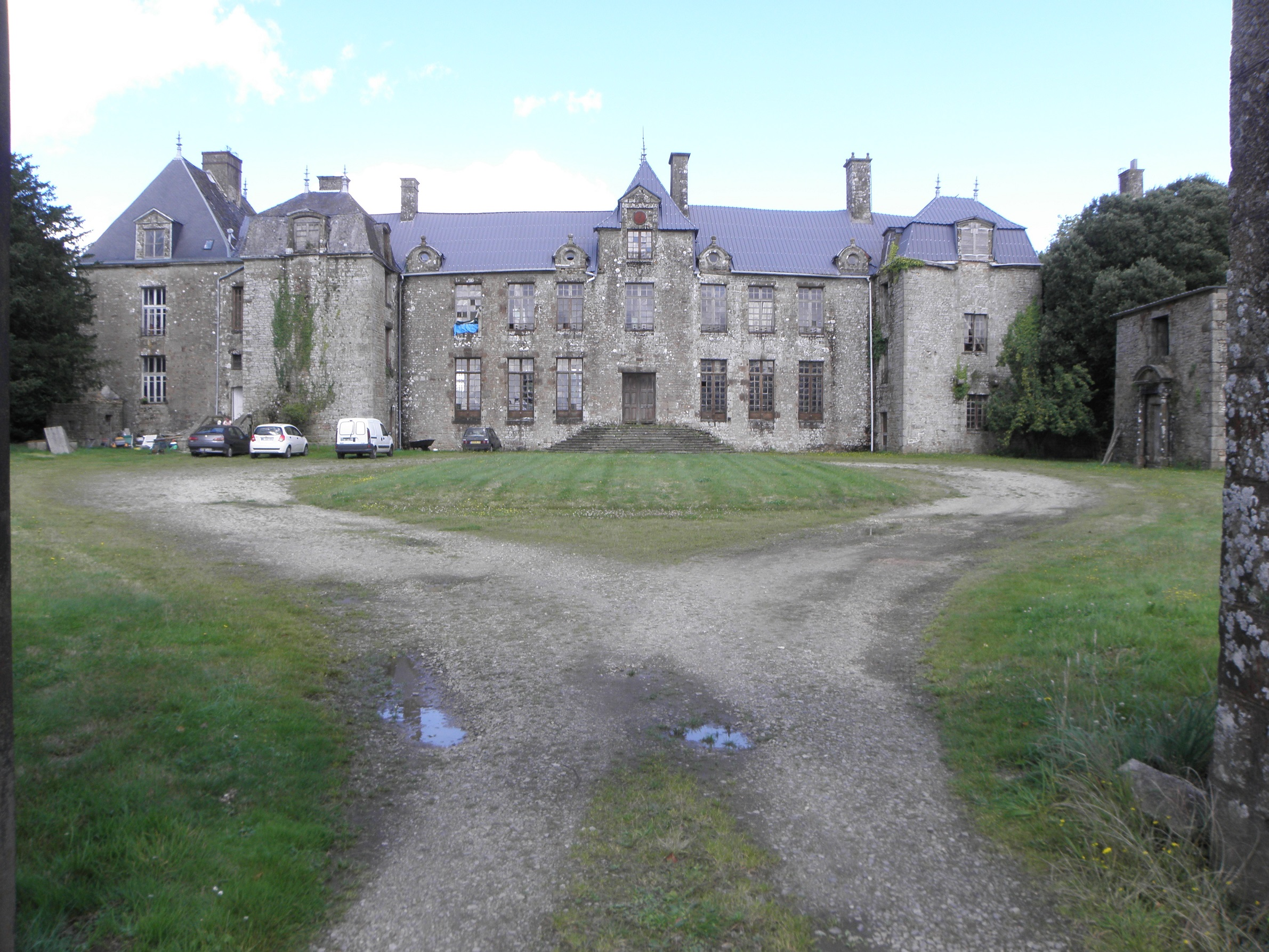
Château de Montflaux.
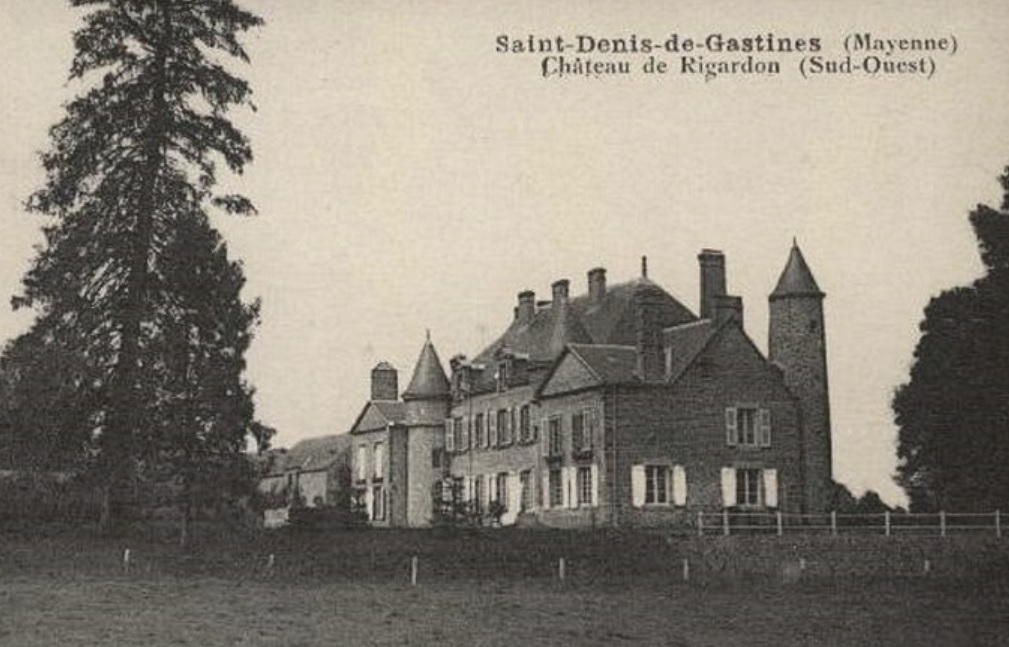
Château de Rigardon.
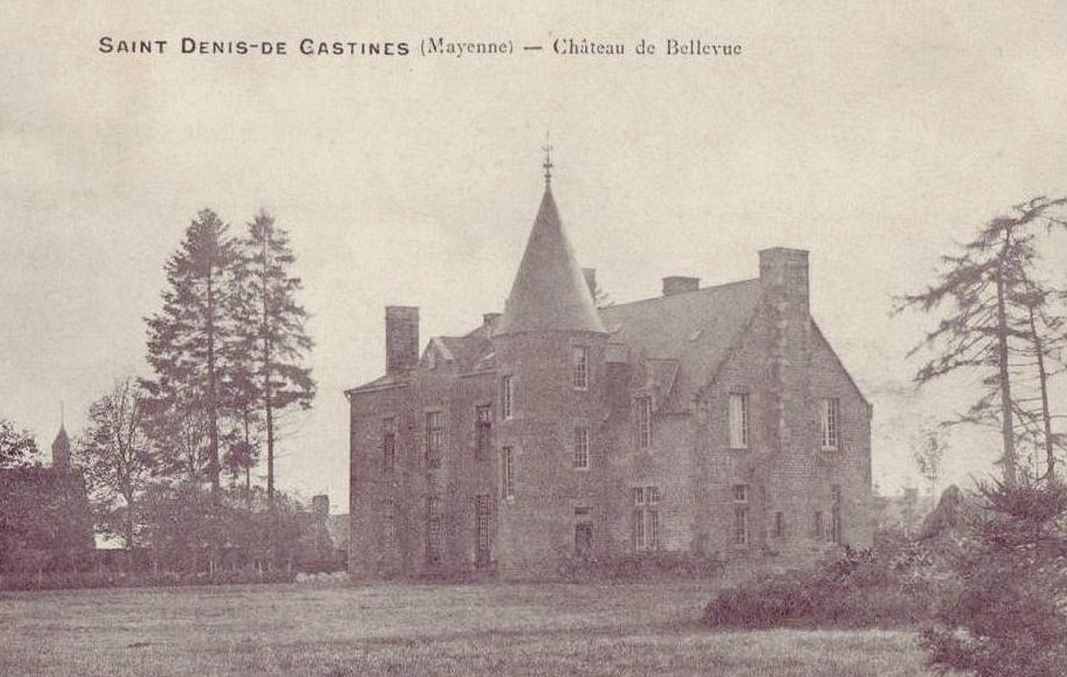
Château de Bellevue.
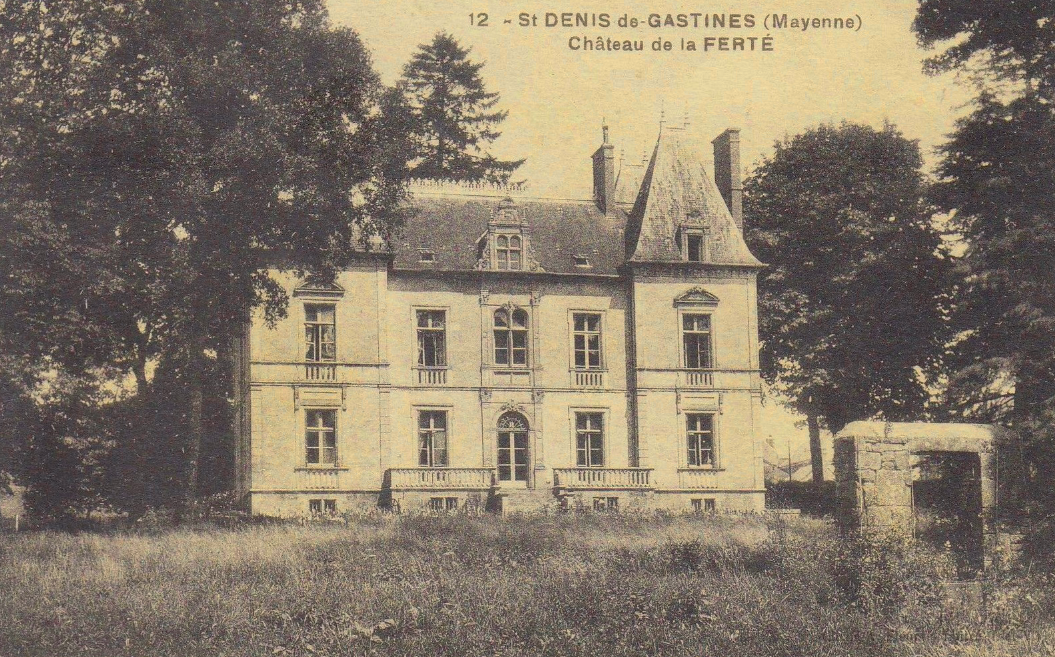
Château de la Ferté.
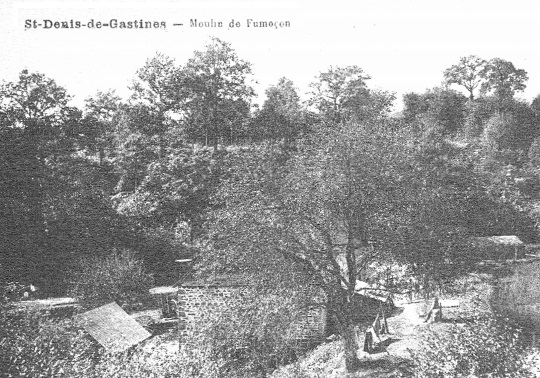
Moulin de Fumeçon.

### Personnalités liées à la commune
- Famille de Froulay.
- Jean Porthaise (né vers 1520 à Saint-Denis-de-Gastines - mort vers 1602), religieux cordelier, controversiste et théologien.
- Jean-Louis de Fromentières (né en 1632 à Saint-Denis-de-Gastines - mort en 1684), évêque d'Aire.
- Pierre Fauchard (né en 1679 à Saint-Denis-de-Gastines - 1761), mondialement reconnu comme étant le père de la chirurgie dentaire moderne.
- Charles Louis de Froulay (né en 1687 à Saint-Denis-de-Gastines - 1767), évêque du Mans.
- Charles Le Mercerel de Chasteloger (né en 1698 à Saint-Denis-de-Gastines - 1763), officier de marine.
- Renée-Caroline-Victoire de Froulay, marquise de Créquy (née en 1714 à Saint-Denis-de-Gastines au château de Montflaux - morte en 1803), femme de lettres.
- Gilles-Louis Richard (né en 1751 - mort en 1834 à Saint-Denis-de-Gastines), homme politique.
- Jean-Baptiste-Amédée George de La Massonnais (né en 1805 à Saint-Denis-de-Gastines - mort en 1860) évêque de Périgueux et de Sarlat.
- Pierre Le Feuvre et Jean-François Péculier qui forment le groupe La Casa, ont commencé la musique ensemble à Saint-Denis-de-Gastines[20].
- Marc Gobé (Né à Saint Denis de Gastines le 5 décembre 1945 - décédé à New-York le 3 janvier 2014)[21]. Designer de renom[22]. Associé à Joël Desgrippes il a participé à la création ou au renouveau de l'image de marque de sociétés françaises importantes (notamment Air France - Crédit Agricole)  et étrangères (Cocas Colas - Nescafé)[23]. Puis il s'est consacré à l'écriture en publiant plusieurs ouvrages dont "Emotional Branding" en 2001. Un livre référence traduit en 12 langues[24]. Par la suite il a donné de nombreuses conférences dans le monde entier.